# Condottiero

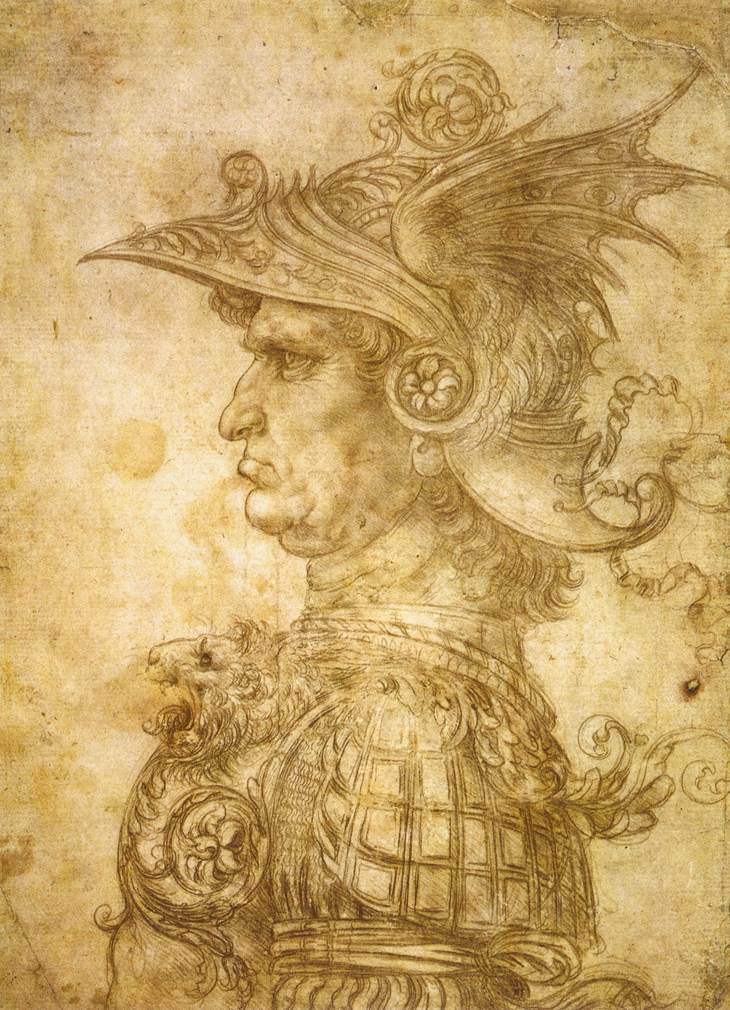
Profilo di capitano antico detto anche Il condottiero, di Leonardo da Vinci, British Museum, Londra, Inghilterra

Un condottiero è una persona che guida un esercito o un popolo. Il termine ha forte utilizzo e connotazione militare, ma il ruolo ha a volte acquisito, nel corso della storia, anche funzioni politiche e religiose.

## Storia

### Età antica

#### Grecia
Nella Grecia classica la figura del condottiero aveva un ruolo assai influente nel popolo. I primi grandi capi militari spuntarono durante la Prima guerra persiana. I comandanti politici greci erano Milziade e Callimaco di Afidna, mentre l'esercito persiano era diretto da Dario I. Sebbene i persiani fossero assai superiori di numero, l'esercito greco, composto da opliti, sbaragliò i nemici nel 490 a.C. a Maratona dove colse una grande vittoria. Lo stesso avvenne una decina di anni più tardi quando il figlio di Dario, Serse, organizzò una nuova e più potente spedizione che contava decine di migliaia di uomini.

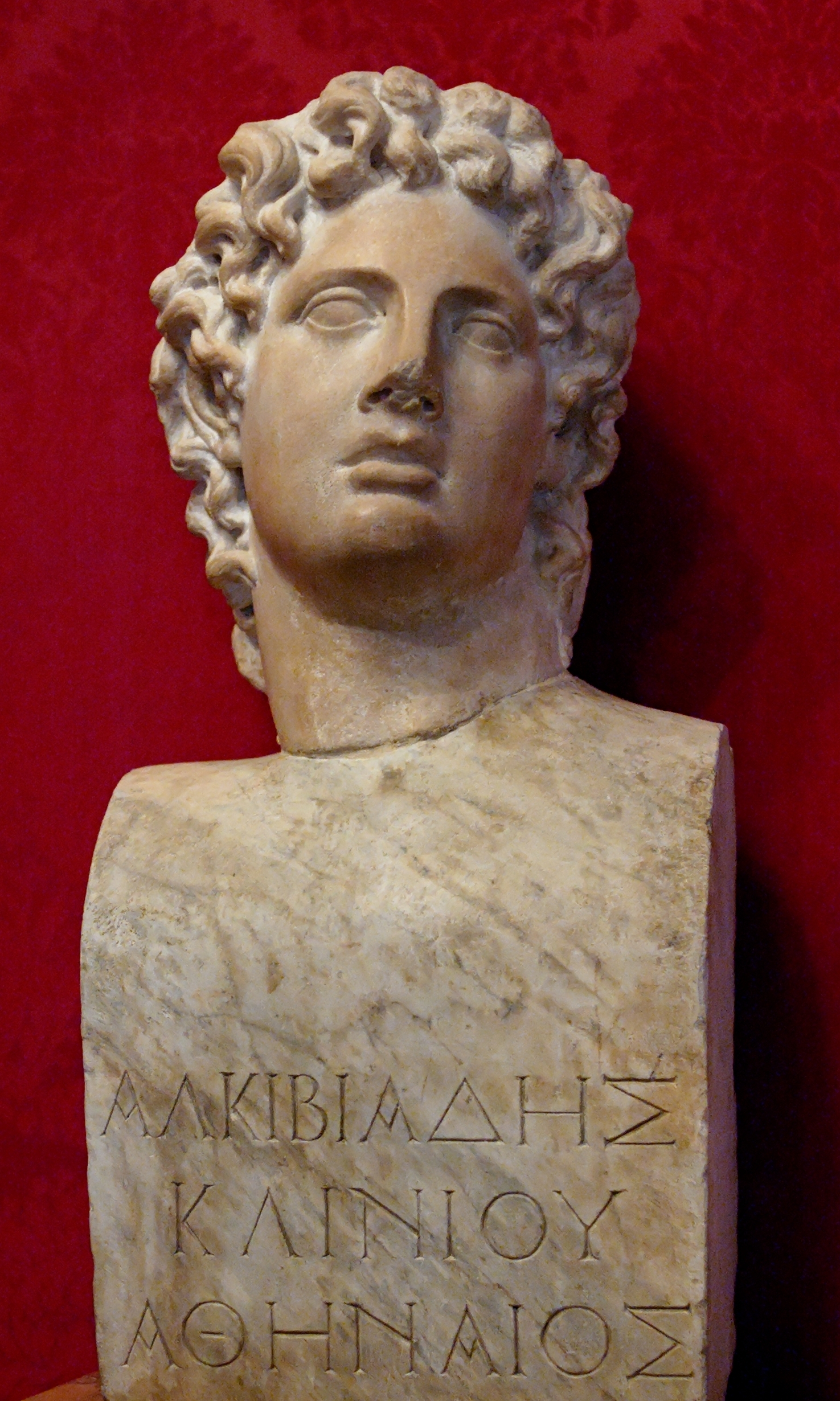
Busto di Alcibiade (Musei Capitolini)

Dato che la Grecia era divisa in varie parti in contrasto l'una con l'altra, solo il re spartano Leonida volle sacrificarsi con 300 uomini per ritardare di qualche giorno l'avanzata nemica. La battaglia si svolse nei pressi delle Termopili nel 480 a.C., con la sconfitta e il massacro dell'esercito spartano, ma poco dopo ci fu la vittoria della flotta ateniese, condotta da Temistocle, nell'isola di Salamina, nel 479 a.C. Successivamente si ricordano gli strateghi Pericle ed Alcibiade, protagonisti della Guerra del Peloponneso. Il primo, instauratore della democrazia ad Atene, morì a causa della peste nel 429 a.C. e il comando dell'esercito contro gli spartani fu dato ad Alcibiade. Sebbene questi stesse per vincere i nemici nell'assedio di Siracusa, fu costretto a rientrare in patria a causa della mutilazione di alcune statue dedicate ad Ermes, il dio messaggero. Ripudiato dagli ateniesi, Alcibiade preferì schierarsi dalla parte opposta, al fianco degli spartani, e gli ateniesi rimasti in Sicilia furono catturati e mandati a morire nella Latomia.

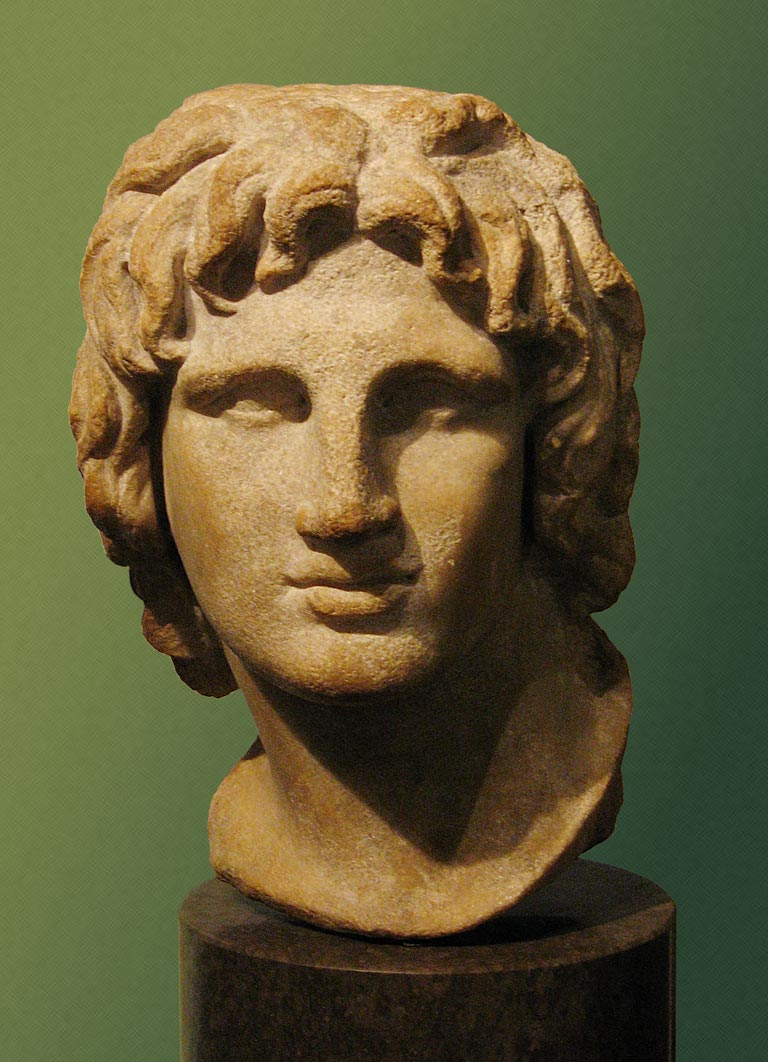
Testa di Alessandro Magno

Nel IV secolo avanti Cristo visse il più grande condottiero del mondo antico occidentale, il re di Macedonia Alessandro Magno. Egli, dopo la morte del padre Filippo, fu costretto a reprimere la ribellione di Tebe. Sconfitti i nemici, Alessandro bramava qualcosa di più grande dell'unione dell'intera Grecia con la Macedonia: la conquista dell'intera Persia. Il suo progetto era di deporre il sovrano Dario III, affinché vi fosse un unico legame indistruttibile di cultura, scambi commerciali, letteratura e religione tra i due stati. La spedizione sembrava quasi impossibile, ma Alessandro, grazie anche alla collaborazione di alcuni abili luogotenenti come Efestione, Parmenione, Perdicca, Cassandro, Clito il Nero, Poliperconte e Nearco, sconfisse nelle battaglie del Granico, di Isso e di Gaugamela l'enorme esercito nemico; Dario fu ucciso poi da un gruppo di congiurati persiani e il condottiero macedone riuscì a provocare il crollo dell'immenso Impero persiano. Egli organizzò subito la sua conquista e installò la nuova capitale a Babilonia.
Alessandro continuò la sua infaticabile opera di conquista raggiungendo le estreme propaggini dell'impero persiano ed entrando in India; solo la morte prematura interruppe la sua azione di conquistatore e unificatore dell'oriente ellenistico. Per le sue imprese quasi leggendarie, la sua breve e incredibile vita e per la sua affascinante personalità di conquistatore, Alessandro Magno entrò subito nel mito, grazie anche all'opera di divulgazione di una serie di storici e testimoni delle sue imprese. Egli ancora oggi rimane l'archetipo del condottiero vittorioso.

#### Antica Roma
Tra le più importanti figure di condottieri dell'età romana vi sono, oltre al cartaginese Annibale Barca, il più grande nemico di Roma, Publio Cornelio Scipione Africano, Gaio Mario, Gneo Pompeo Magno, Marco Antonio e soprattutto Gaio Giulio Cesare.

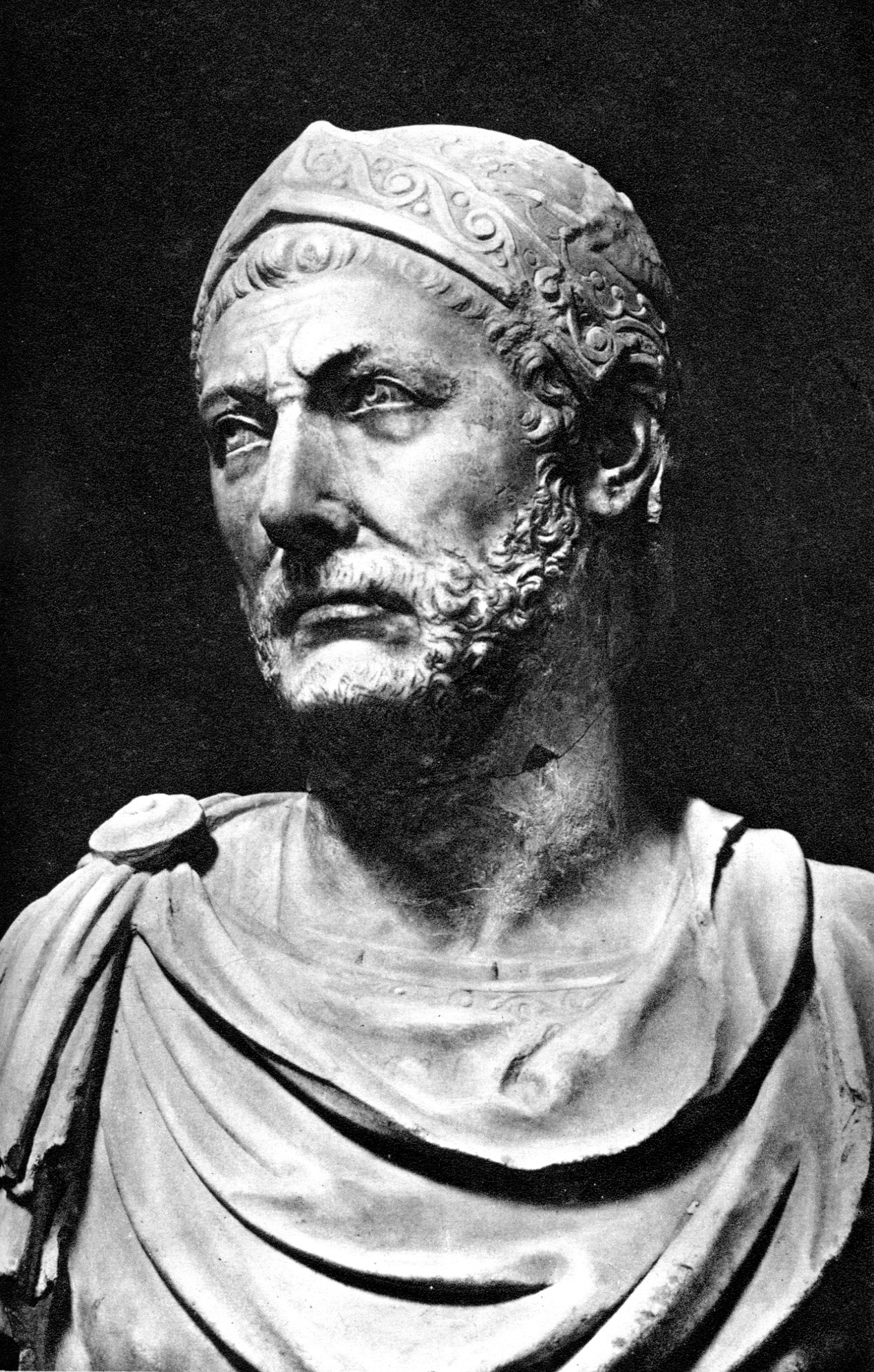
Busto di Annibale Barca

Publio Cornelio Scipione, vissuto nel III secolo a.C., fu comandante dell'esercito romano contro quello cartaginese nella fase finale della seconda guerra punica, iniziata con l'invasione dell'Italia da parte dell'esercito cartaginese guidato da Annibale Barca. Annibale, che odiava Roma a causa della sconfitta precedente del padre Amilcare nella prima guerra punica, era un generale di doti straordinarie e all'inizio ottenne una serie di nette vittorie: l'esercito romano subì pesanti sconfitte sul fiume Trebbia, sul Lago Trasimeno e a Canne. Grande stratega dotato di estrema abilità tattica, Annibale continuò per oltre quindici anni a combattere in Italia senza subire sconfitte, intimorendo con il suo prestigio e la sua impressionante reputazione i comandanti dei numerosi eserciti romani che furono impegnati contro di lui. Tutti gli storici antichi e moderni hanno espresso grande ammirazione per le qualità di condottiero di Annibale; alcuni lo ritengono il più grande generale dell'antichità. I Romani riuscirono comunque a prolungare la guerra e a fiaccare lentamente l'esercito di Annibale con una tattica di logoramento. Le sorti della guerra volsero a favore dei romani dal 208 a.C. con le vittorie di Scipione in Spagna contro i luogotenenti di Annibale; infine nel 202 a.C. Scipione vinse contro lo stesso condottiero cartaginese in Africa la decisiva battaglia di Zama, per questo successo ricevette il titolo di "Africano". Sebbene odiasse i nemici, Scipione mostrava molta humanitas nei loro confronti. Era un uomo molto colto e amante della letteratura sia latina che estera, tanto che creò a Roma il Circolo degli Scipioni, composto da lui e da eruditi, come Quinto Ennio, Lucilio e Publio Terenzio Afro, il commediografo.
Nel I secolo a.C., per oltre trent'anni la personalità più prestigiosa e potente di Roma fu Gneo Pompeo Magno, che i contemporanei giunsero a definire l'"Alessandro romano". Fino all'avvento di Giulio Cesare, Pompeo sembrò possedere tutte le doti dei più grandi condottieri; egli, dopo essersi rivelato poco più che ventenne combattendo con abilità come luogotenente di Lucio Cornelio Silla, ricevette per tre volte gli onori del trionfo. Organizzò dall'83 al 62 a.C. una quasi ininterrotta serie di campagne vittoriose in tre continenti; estese il dominio di Roma in Oriente e recuperò il controllo del Mediterraneo. Dal punto di vista militare, Pompeo dimostrò grande capacità organizzativa, prudenza, notevole abilità strategica, combattività ed energia personale; in alcune occasioni seppe anche dirigere le operazioni con grande rapidità e decisione.

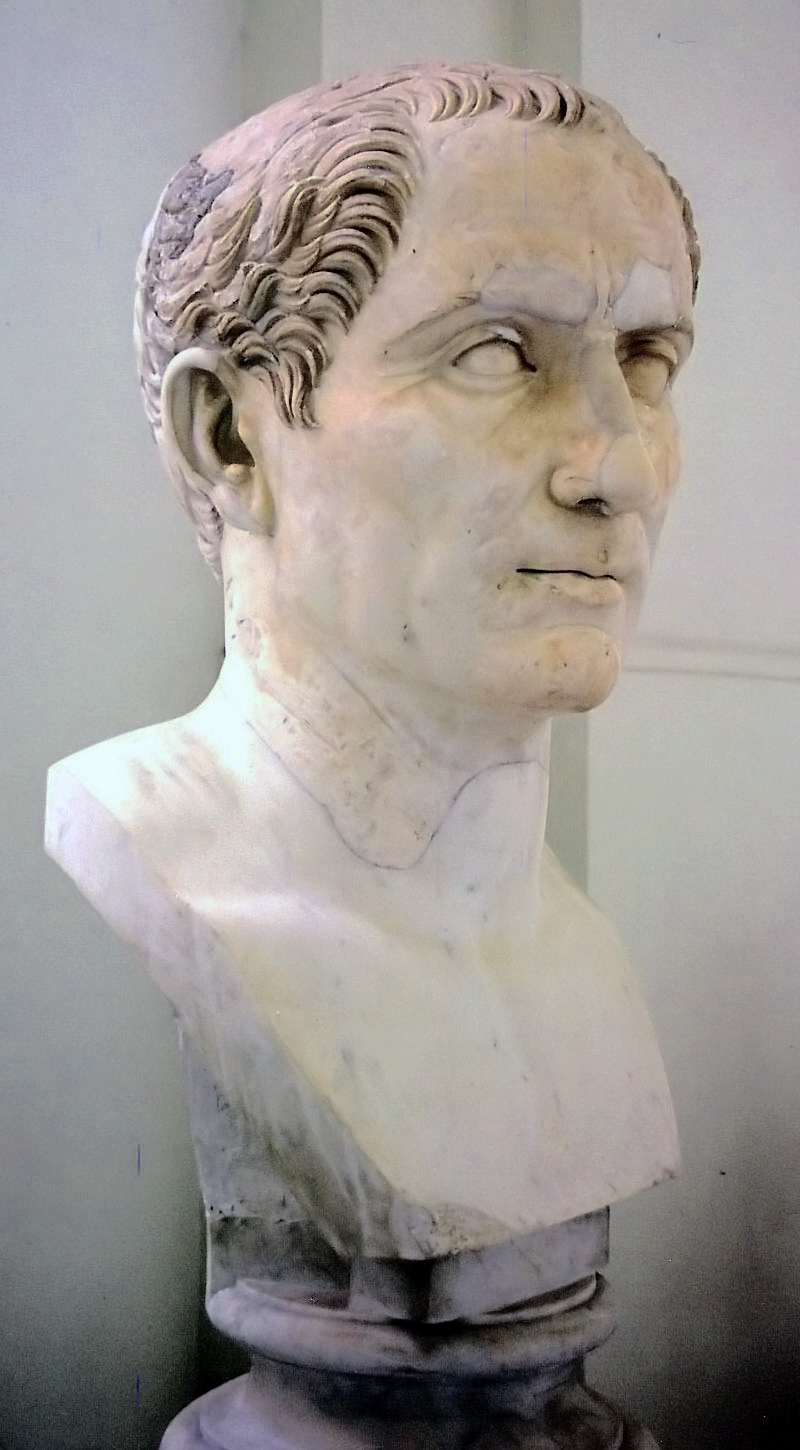
Busto di Gaio Giulio Cesare

Giulio Cesare, vissuto nel I secolo a.C., dimostrò le sue grandi doti di condottiero in età già matura dopo una giovinezza irrequieta che non sembrava preludere a grandi successi militari o politici. La sua campagna di guerra più famosa fu la difficile conquista della Gallia, durata dal 58 a.C. al 51 a.C. Dapprima Cesare, prendendo a pretesto spostamenti di popolazioni che sembravano mettere in pericolo la Gallia Narbonense, attaccò e vinse gli Elvezi, quindi i Belgi; infine respinse Germani e si rese autore di due incursioni contro i Britanni. Nel 52 a.C. dovette affrontare la grande rivolta gallica guidata da Vercingetorige che sconfisse nella decisiva battaglia di Alesia. Anche Cesare, come Scipione, non riteneva il popolo nemico rozzo ed inferiore, anzi, era talmente attirato dalle sue usanze e tecniche di combattimento e di difesa che annotò tutta la sua quasi decennale spedizione in un diario di guerra: Commentarii de bello Gallico.
Cesare dopo la conquista della Gallia fu il protagonista della guerra fratricida contro il suo rivale Gneo Pompeo, anche questa descritta nella sua opera Commentarii de bello civili. La guerra durò dal 49 a.C. fino al 45 a.C. e si estesa dalla Grecia, dove venne sconfitto Pompeo, all'Africa, all'Egitto e alla Spagna, dove Cesare ottenne la vittoria finale nella battaglia di Munda. Cesare non fu solo un abile condottiero ma soprattutto divenne l'uomo politico dominante a Roma; fu varie volte eletto console ed infine dittatore a vita. Sebbene vivesse ancora nell'Età repubblicana, Cesare sembrava intenzionato a ripristinare la monarchia o una forma di potere personale assoluto; questa sua tendenza politica autoritaria provocò la formazione di una congiura di suoi avversari politici che lo assassinarono nel 44 a.C., alle idi di marzo; i principali congiurati erano Marco Giunio Bruto e Gaio Cassio Longino.

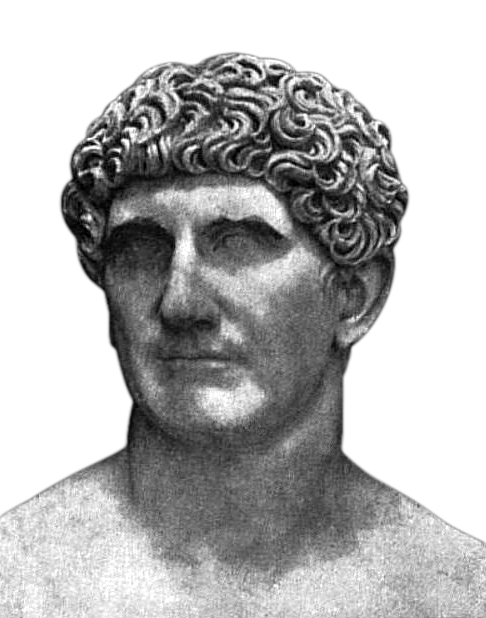
Busto di Marco Antonio

Marco Antonio, luogotenente fidato di Cesare durante le campagne in Gallia e la guerra civile, prese il controllo dell'esercito dopo la sua morte ed insieme a Marco Emilio Lepido e al futuro imperatore Augusto, costituì il secondo triumvirato (il primo era stato fondato da Cesare, Pompeo e Crasso), che rimase operativo per circa dieci anni fino alla rottura politica finale tra Antonio e Ottaviano. Antonio dimostrò le sue doti di condottiero nella guerra di Modena e soprattutto nella battaglia di Filippi contro i cesaricidi. Dopo molte vicissitudini e il fallimento della sua ambiziosa campagna militare in Oriente, Antonio ruppe definitivamente con Ottaviano. L'ostilità tra i due contendenti si spostò fino in Egitto, ad Alessandria, dove Antonio si trasferì per un periodo presso Cleopatra, di cui divenne anche amante. Ottaviano e Antonio si affrontarono nell'ultima guerra civile nel 31 a.C.; Ottaviano ebbe la meglio definitivamente nella battaglia di Azio nel 31 a.C., portando il nemico al suicidio un anno dopo assieme alla regina egiziana. Marco Antonio, descritto come un uomo dalla notevole prestanza e vigoria fisica, in generale è stato fortemente criticato dagli storici antichi dell'età imperiale fedeli all'impostazione storica promossa da Augusto; egli è stato quindi descritto come un uomo dedito ai piaceri, lussurioso, smodato, stravagante, succube di Cleopatra, pronto a cedere il dominio di Roma ai corrotti popoli d'Oriente. La storiografia moderna, soprattutto a partire dall'opera di Ronald Syme ha in parte rivalutato la figura di Marco Antonio; pur non negando gli eccessi della sua vita privata e i suoi comportamenti a volte incoerenti, gli studiosi lo ritengono condottiero dalle ottime qualità militari, energico e determinato, e un politico a volte spietato ma meno subdolo, astuto e mistificatore di Cesare Ottaviano.
Durante il Basso Impero, fecero una grande carriera militare numerosi personaggi di origine germanica. A questo periodo appartiene anche il condottiero inglese Conan Meriadoc, che dopo tutta una serie di imprese militari abiurò il paganesimo per sposare in prime nozze una sua parente cristiana, Orsola, figlia di Dionoto, uno dei tanti governatori dell'amministrazione romana in Britannia. Così egli divenne il primo re cristiano di Bretagna (il secondo invece nelle fonti che presentano il suocero Dionoto come sovrano della regione in questione).

### Età medievale

#### Europa

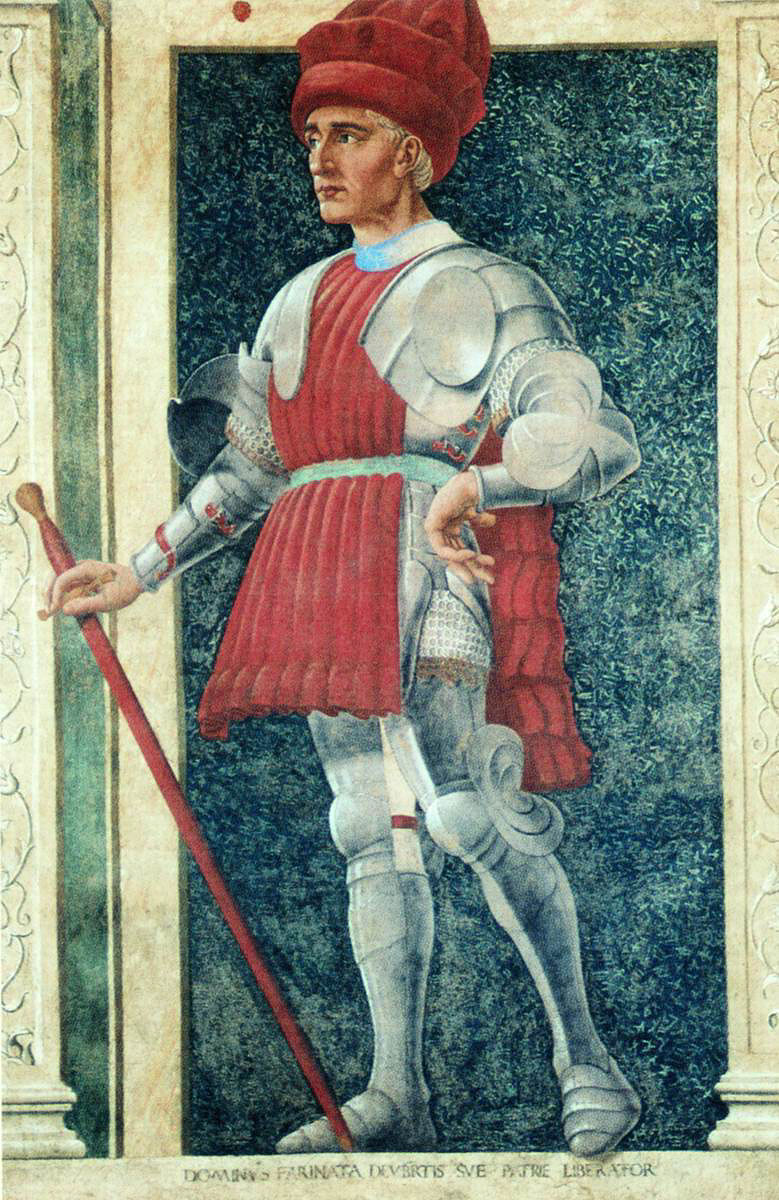
Farinata degli Uberti, condottiero fiorentino del XIII secolo, ritratto nella serie di uomini illustri di Andrea del Castagno

Nei primi due secoli del secondo millennio d.C. si formarono eserciti mercenari voluti dal Papa per combattere gli "infedeli" musulmani ed arabi in Terra santa. Queste spedizioni furono chiamate "crociate" e in tutto nella storia ce ne furono 8.
A partire dal XIV secolo, complici i tumulti dell'epoca, si assiste negli stati italiani alla formazione di vere e proprie "scuole militari" che fanno raggiungere all'arte bellica notevoli progressi strategici e tattici. Tali scuole vengono definite compagnie di ventura ed ognuna di loro ha a capo, per l'appunto, un capitano di ventura. I soldati che vi facevano parte venivano detti soldati di ventura, e per la maggior parte erano mercenari, ovvero militavano per colui che era in grado di offrirgli il più alto compenso economico, al fine esclusivo di trarne un vantaggio per il proprio tornaconto. Data la numerosità dei soldati, la compagnia era divisa in varie schiere, ognuna guidata da uno o più militi di maggior esperienza ed abilità, detti condottieri, sottoposti a loro volta al capitano di ventura. Più precisamente il termine "condottiero" prende il nome dalla "condotta", cioè dal contratto che stipulava l'uomo d'arme con un governo per mettersi al suo servizio.
Tra le prime compagnie di ventura si segnalano la Compagnia della Colomba, formatasi nel 1333, nella quale si riunirono soldati provenienti da Perugia e da Arezzo, e la Compagnia di San Giorgio, nata sei anni dopo con Lodrisio Visconti e rifondata nel 1377 da Alberico da Barbiano. Nel 1347 il condottiero e politico Cola di Rienzo favorì lo sviluppo dell'esercito militare semi-nazionale con la nascita della Compagnia Bianca, una congregazione composta da oltre trentamila membri. Fino a quel tempo gran parte degli eserciti era costituito da soldati stranieri o prigionieri di guerra, ora l'esercito pian piano cominciava a diventare nazionale, ovvero formato da soldati quasi tutti provenienti dall'Italia. Ma spesso accadeva che questi nuovi comandanti si ribellavano contro il loro signore, come accadde con la nobile stirpe ungherese dei Landau, il cui maggior esponente fu il Conte Lando, deposta dai comandanti Alberto Sterz e Giovanni Acuto, sempre riferito da Machiavelli nel suo trattato Il principe. Nel frattempo, fino alla fine del XV secolo, in Italia e in Europa, continuarono a svilupparsi nuove società militari, come la più famosa Società della Rosa (o Compagnia della Rosa), diretta da Giovanni da Buscareto e Bartolomeo Gonzaga.
In seguito molti capitani e comandanti cominciarono a considerare inutile l'atto eroico di gettarsi in battaglia, col rischio di morire, e cominciarono a riconsiderare la "scienza militare", cercando di vincere le guerre con l'astuzia. Vi furono anche certi comandanti che, divenendo molto potenti, rovesciarono i loro padroni per prendere il controllo delle terre e delle città: questi furono ad esempio Braccio da Montone e Muzio Attendolo Sforza. Con questi gli eserciti si modernizzarono, adottando quasi tutti nuove tecniche di combattimento e strategie militari (Niccolò Machiavelli, approfondendo questo cambiamento, scriverà nel XVI secolo il trattato Arte della guerra); alle soglie del Rinascimento, ormai gli esiti delle battaglie contavano un numero minore di perdite sia umane che degli strumenti di guerra.

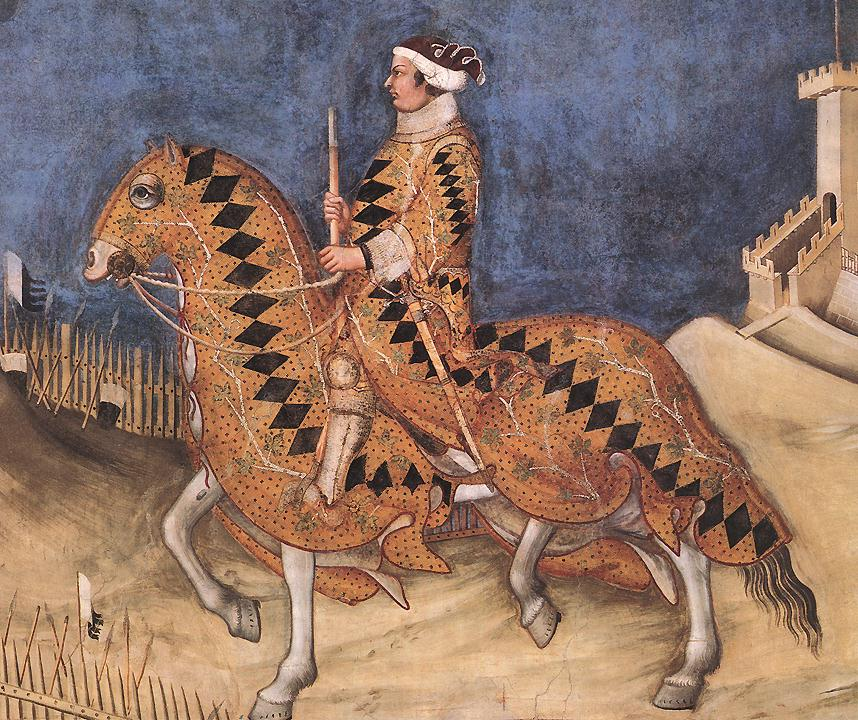
Simone Martini, Guidoriccio da Fogliano

Tra i più noti condottieri e capitani di ventura dell'epoca, si ricordano, in ordine alfabetico e per periodo storico:
- XIII secolo: Castruccio Castracani, Corso Donati, Ezzelino III da Romano, Farinata degli Uberti, Uguccione della Faggiola;
- XIV secolo: Alberico da Barbiano, Alberto Sterz, Ambrogio Visconti, Anichino di Bongardo, Bartolomeo Gonzaga, Biordo Michelotti, Bonifacio Lupi, Cangrande I della Scala, Ceccolo Broglia, Cola di Rienzo, Conte da Carrara, il Conte Lando, il Duca Guarnieri, Egidio Albornoz, Facino Cane, Filippo Scolari, Fra Moriale, Francesco I Gonzaga, Gian Galeazzo Visconti, Giovanni Acuto, Giovanni da Barbiano, Giovanni da Buscareto, Guido d'Asciano, Guidoriccio da Fogliano, Jacopo Dal Verme, Lodrisio Visconti, Luca di Canale, Ludovico I Gonzaga, Mostarda da Forlì, Niccolò Acciaiuoli, Ottobuono de' Terzi, Paolo Savelli, Raimondo Orsini del Balzo, Ugolotto Biancardo, l'Ungaro;
- XV secolo:

Este: Ercole I d'Este, Niccolò III d'Este.
Caldora: Antonio Caldora, Jacopo Caldora.
Colonna: Ludovico Colonna, Odoardo Colonna.
Gonzaga: Gianfrancesco Gonzaga, Francesco II Gonzaga, Rodolfo Gonzaga, Aloisio Gonzaga
Malatesta: Roberto Malatesta, Sigismondo Pandolfo Malatesta
Orsini: Giovanni Antonio Orsini del Balzo, Niccolò Orsini, Paolo Orsini, Napoleone Orsini.
Piccinino: Francesco Piccinino, Jacopo Piccinino, Niccolò Piccinino.
Sanseverino: Antonmaria Sanseverino, Fracasso Sanseverino, Galeazzo Sanseverino, Gianfrancesco Sanseverino, Roberto Sanseverino.
Sforza/Attendolo: Alessandro Sforza, Costanzo Sforza, Francesco Sforza, Micheletto Attendolo, Muzio Attendolo Sforza.
Vitelli: Camillo Vitelli, Niccolò Vitelli, Vitellozzo Vitelli.
Inoltre: Angelo della Pergola, Angelo Tartaglia, Ardizzone da Carrara, Bartolomeo Colleoni, Bernardino Ubaldini della Carda, Braccio da Montone, Brandolino Conte Brandolini, il Carmagnola, Federico da Montefeltro, il Gattamelata, Gentile da Leonessa, Giorgio Castriota Scanderbeg, Giovanni Maria Vitelleschi, Guido Torelli, Luigi Dal Verme, Malatesta I Baglioni, Niccolò da Tolentino, Obizzo da Carrara, Scaramuccia da Forlì, Taddeo Della Volpe.

### Dal Rinascimento al Settecento
Tra i grandi condottieri del Rinascimento si annoverano Alessandro da Terni, Alessandro Farnese, Alfonso III d'Avalos, Aloisio Gonzaga, Andrea Doria, Ambrogio Spinola, Bartolomeo d'Alviano, Ettore Fieramosca, Fabrizio I Colonna, Fanfulla da Lodi, Ferrante d'Avalos, Ferrante Gonzaga, Francesco II Gonzaga, Giampaolo Baglioni, Gian Giacomo Trivulzio, Giovanni delle Bande Nere, Lucantonio Tomassoni, Marcantonio I Colonna, Marcantonio II Colonna, il Medeghino, Niccolò Orsini, Piero Strozzi, Prospero Colonna, e Stefano Colonna.

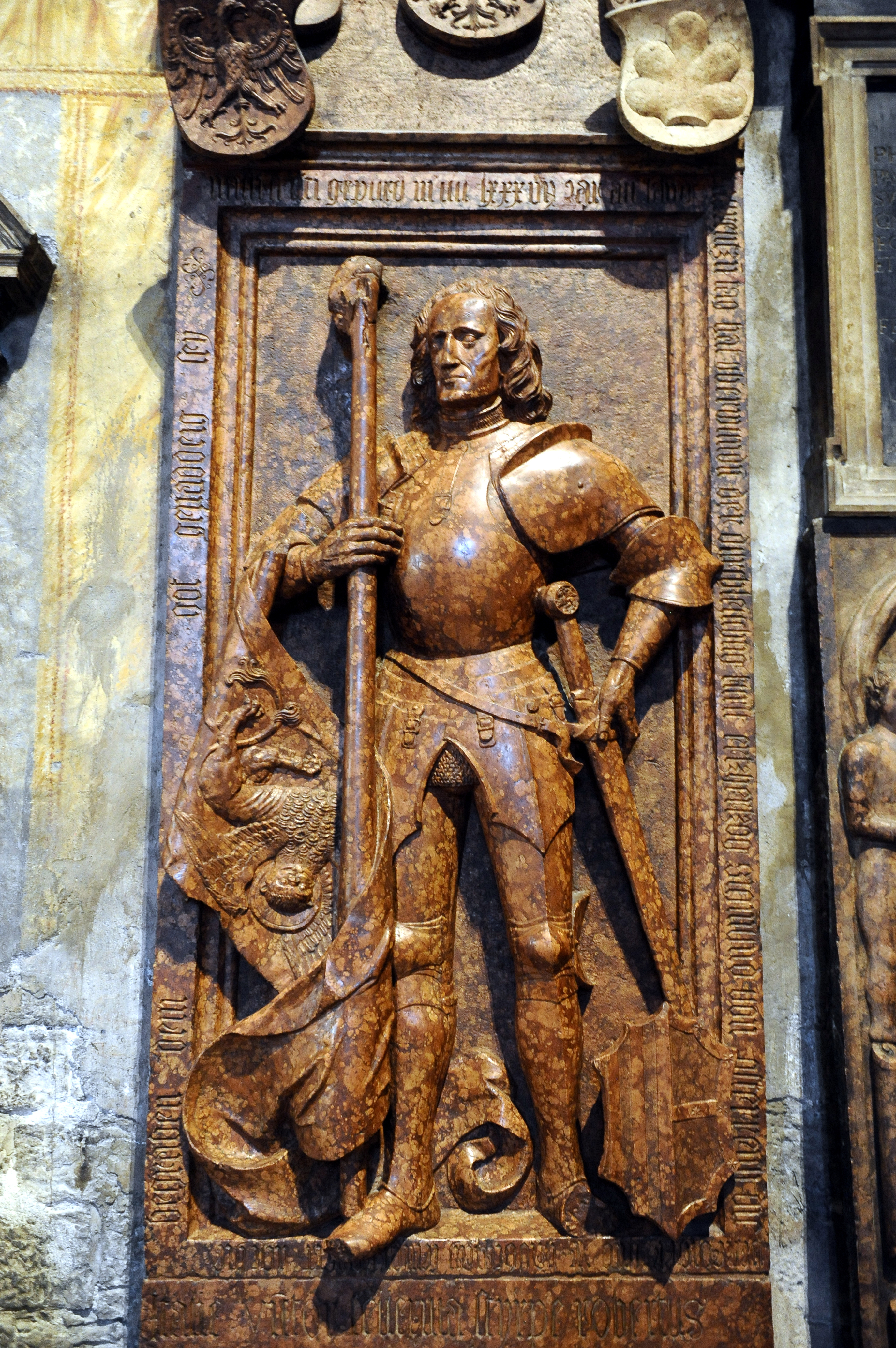
Lastra tombale di Roberto Sanseverino, duomo di Trento

Dopo i casi famosi di Muzio Attendolo e Bartolomeo Colleoni, nella seconda metà del XV secolo primo condottiero d'Italia fu unanimemente considerato Roberto Sanseverino d'Aragona, che condizionò profondamente la politica italiana e che morì in battaglia nel 1487 all'età di settant'anni. I suoi figli, quasi tutti condottieri, godettero di grande considerazione. Fra questi spiccava il bellicosissimo Gaspare, soprannominato Fracasso per la sua furia bellica, e definito dai contemporanei "quasi un altro Marte e fulgore in battaglia", nonché "nuovo Achille".

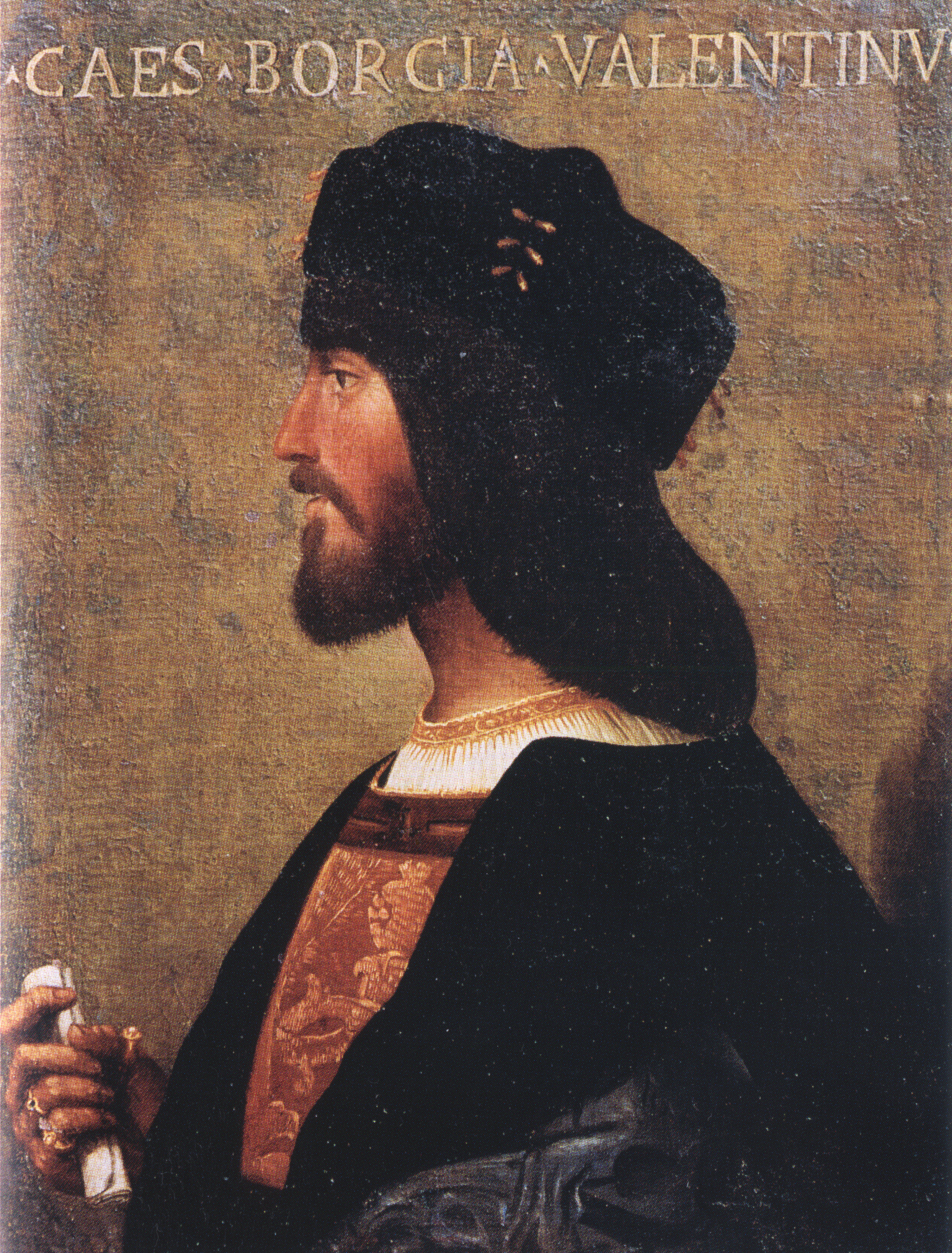
Ritratto di Cesare Borgia

Un altro grande condottiero vissuto in età rinascimentale fu anche Cesare Borgia, figlio di Papa Alessandro VI. Questi contando sull'appoggio politico ed episcopale del padre e sull'alleanza con Luigi XII di Francia, conquistò l'intera Emilia-Romagna e tutte le sue città più importanti tra il 1499 e il 1503, ottenendo un intero principato. Tuttavia si rese protagonista di molte congiure culminate con omicidi. Dopo la morte di Alessandro VI, tutti i problemi e i nemici del pontefice si ripercossero sul figlio, che dapprima cadde sconfitto nelle battaglie di Pisa, Siena e Lucca, per poi venire ostacolato dal nemico Papa Giulio II. Battuto anche a Napoli, Cesare rimase infine ucciso in un'altra battaglia, avvenuta nel 1507.
Dalla fine del Cinquecento e all'inizio del Seicento in Italia la figura del condottiero pian piano cominciò a volgere verso un lento ma costante declino. Il modello del perfetto condottiero ormai era diventato un sogno, come confermato anche da Niccolò Machiavelli ne Il principe, dato che gli attuali capitani si abbandonavano solo alla gozzoviglia, all'imbroglio e si vendevano a chi offriva loro più servigi. Il codice cavalleresco che si trova nei romanzi d'avventura e nelle leggende, come quella di Re Artù, è cambiato completamente e i capitani, piuttosto che uccidere i nemici, si limitavano a catturarli solo per avere maggiori informazioni, per poi lasciarli liberi.
Tra il 1550 e la metà del Settecento ci furono Ambrogio Spinola, il Medeghino e Raimondo Montecuccoli. Successivamente la carica sparì quasi del tutto: attualmente permane solo quella della Guardia svizzera pontificia in Città del Vaticano, scorta del Papa.

## Letteratura e cinema

### I poemi classici

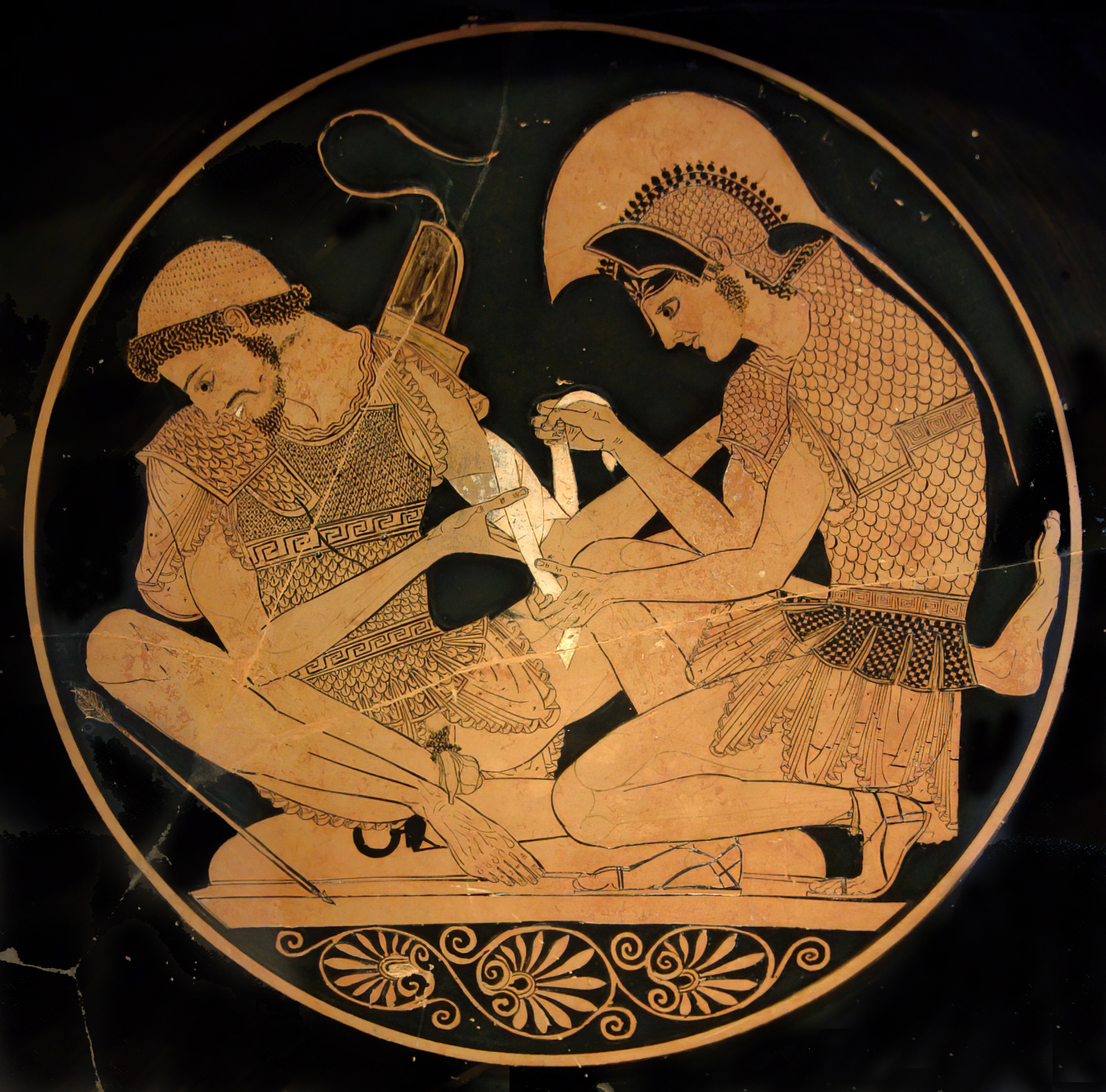
Achille cura Patroclo ferito, pittura vascolare di Sosia, inizio V secolo a.C., Staatliche Museen, Berlino

Sono soprattutto i poemi epici classici, come l'Iliade e l'Eneide, a darci informazioni sui mitologici "signori della guerra", per lo più re o principi.
Nell'Iliade ogni condottiero acheo è detto wanax o anax, parola corrispondente alla forma micenea wa.na.ka, designante un personaggio che è al tempo stesso un'autorità politica, militare e religiosa: a lui è dunque dato di officiare culti, e in questo può essere affiancato da sacerdoti che sono invece privi di dignità regale. Emblematico in tal senso è il libro XXIII del poema omerico, in cui Achille guida personalmente il rito funebre dell'amico Patroclo, culminante con lo sgozzamento di dodici giovani prigionieri. Nulla del genere si registra per i troiani e i loro alleati: non figura infatti tra i loro condottieri alcun sacerdote, in quanto gli addetti ai culti combattono in qualità di soldati semplici, mentre l'unico personaggio indicato come anax è il vecchio re troiano Priamo, il quale tuttavia non prende parte ai combattimenti. Inoltre alla guida dei vari contingenti alleati dei troiani è possibile scorgere anche diversi nobili senza corona. Non vi sono ulteriori differenze tra i comandanti achei e quelli dello schieramento opposto: ognuno di essi guida un grande contingente di uomini, combatte su un carro e ha alcune persone al proprio servizio, solitamente molto giovani: un auriga, uno scudiero (in certi casi le due mansioni vengono esercitate da un'unica persona), uno o più araldi, nonché alcuni servi.
Nell'Eneide la guerra vede da una parte i troiani guidati da Enea e l'esercito italico di Turno: in aiuto di Enea si muovono diversi re etruschi, uno dei quali, Asila, è anche augure; i soli altri suoi alleati sono il principe arcade Pallante e i due sovrani dei Liguri, Cunaro e Cupavone. I condottieri dell'esercito italico appartengono a varie popolazioni: tra di loro vi sono re, principi e aristocratici vari. Anche qui vi è un re-augure, Ramnete (non è nota la provenienza): nella rassegna dei capi è presente pure un altro sacerdote, il marso Umbrone, inviato dal re Archippo. Per quanto riguarda i Rutuli, ovvero i sudditi di Turno, si deve notare come essi non siano sottoposti direttamente al loro sovrano, ma militino in vari corpi armati, ognuno dei quali è retto da un condottiero in seconda, tra i quali troviamo Anteo, Luca, Volcente, Atina, Remo: quest'ultimo è accompagnato da uno scudiero e da un auriga, proprio come i capi militari dell'Iliade.

### La Bibbia

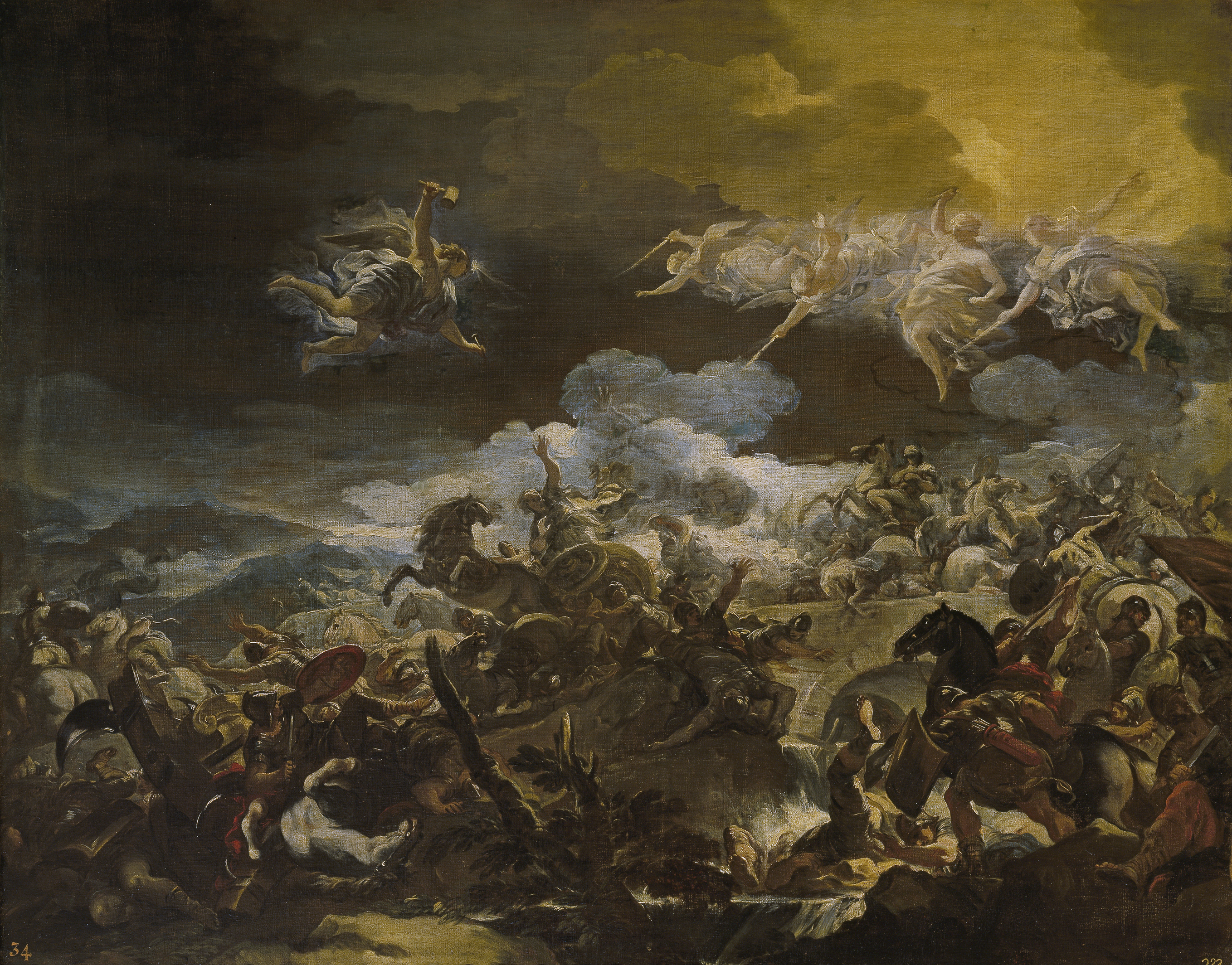
Luca Giordano, Disfatta di Sisera

Le figure bibliche di condottieri sono numerose, e tutte presenti nell'Antico Testamento, sia tra gli Ebrei sia tra i loro nemici. Mosè e Giosuè sono di fatto capi militari che guidano i figli d'Israele nel lungo viaggio verso la Terra promessa, dovendo armarsi contro molte popolazioni ostili. Dopo l'insediamento in Palestina gli Ebrei saranno chiamati a difendere i loro territori tramite i cosiddetti Giudici, veri e propri condottieri con poteri anche civili e religiosi, ispirati da Dio: fra i più noti si ricordano Otniel, Gedeone, Iefte, Sansone e la profetessa Debora.
La Scrittura non tralascia di delineare le personalità dei condottieri nemici, tendendo a evidenziare le loro nature violente con la sola eccezione costituita dal giovane Sisara (o Sisera), mercenario alla guida di un esercito di 900 carri da guerra per conto del re cananeo Iabin: originario forse della Sardegna, Sisara si era trasferito nel Vicino Oriente con la madre vedova, della quale si prendeva cura tra una campagna militare e l'altra. Sotto la guida di Debora e Barac, due dei Giudici, gli Ebrei pongono fine all'invincibilità di Sisara, dopo uno scontro nei pressi del monte Tabor.

### Letteratura medievale

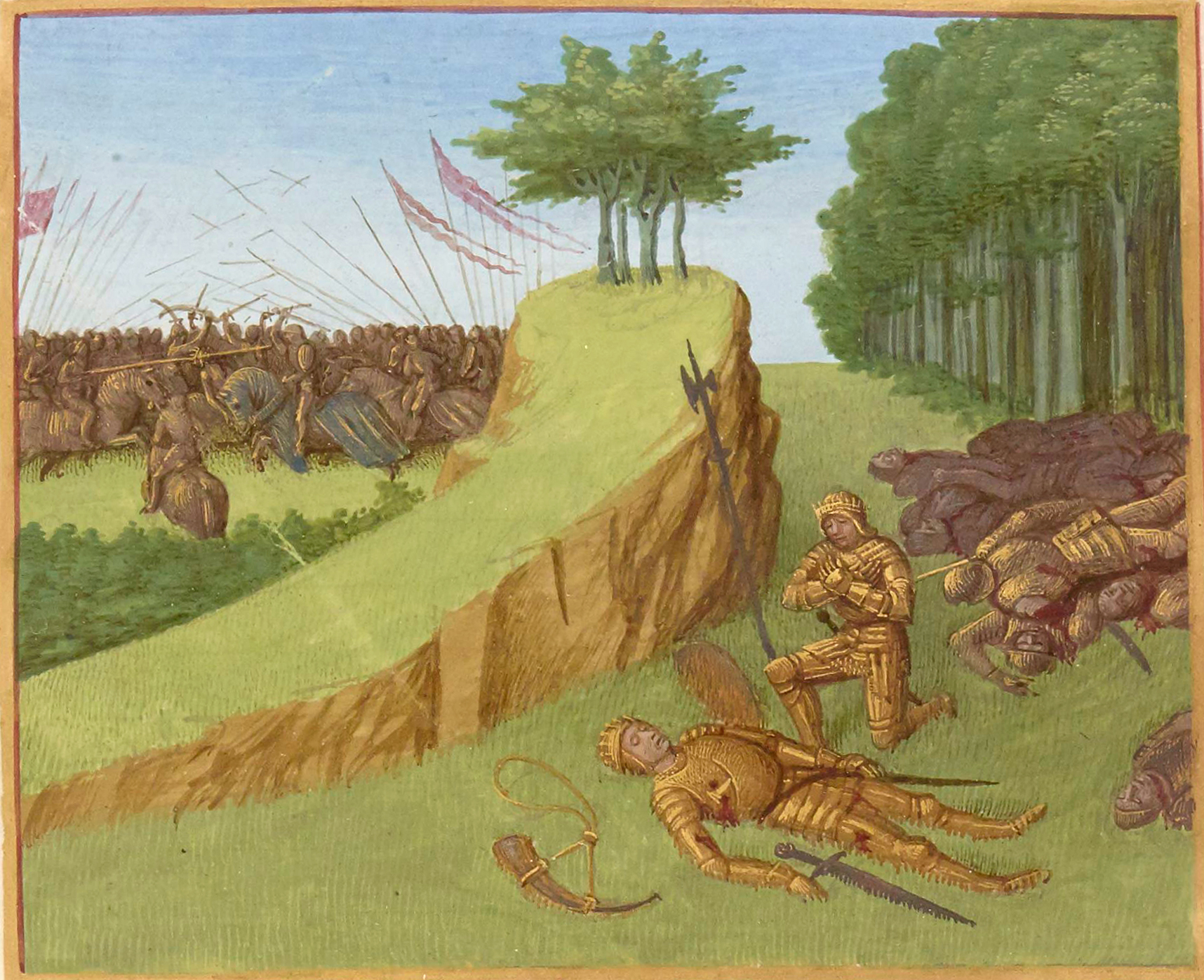
Morte di Rolando, da una miniatura delle Grandi cronache di Francia

Dopo la caduta dell'Impero romano d'Occidente nel 476, ci fu un periodo di grande crisi, depressione ed arretratezza sia politica che culturale, costituita spesso da invasioni e rivolte di vari popoli dell'Europa. La figura del condottiero da quell'epoca fino agli albori del 1000 divenne simbolo di leggende e di racconti popolari. Infatti il personaggio si trasformò nel cavaliere errante e alla ricerca di avventure, di nemici da sconfiggere, di mostri da uccidere e di belle dame da proteggere. I suoi valori maggiori erano l'onestà, il coraggio, la temperanza, la determinazione, la forza e, ultimo ma non meno importante, la fedeltà verso il proprio signore o re. Due grandi esempi in questo periodo furono il paladino Rolando (oppure Orlando), personaggio probabilmente reale, protagonista della Chanson de Roland, ed il cavaliere Artù.
Il primo era al servizio del re francese Carlo Magno, quindi durante la seconda metà del 700, ed aveva tutte le caratteristiche del buon cavaliere. Rolando si dimostrava sempre degno di fiducia e conduceva in ogni assedio il suo esercito alla vittoria. Sebbene fosse morto per inganno durante il ritorno dalla battaglia di Roncisvalle, Rolando dimostrò al re grande determinazione e coraggio, resistendo strenuamente e coraggiosamente fino all'ultimo nell'imboscata tesa dai nemici Saraceni.
Re Artù, originario della Bretagna, ma assolto nell'esercito romano per alcune spedizioni contro il suo popolo, dimostrò grande fedeltà non attaccando il suo padrone. Inoltre, sconfitto il nemico tedesco dei Goti, il quale minacciava l'Impero romano per la sua crudeltà e spietatezza, riuscì a conquistare la fiducia del suo popolo grazie all'amicizia con il mago Merlino e alle nozze con la principessa Ginevra. Successivamente Artù passò da condottiero dell'esercito romano a re del popolo britannico, governando con legge, giustizia e saggezza.

### Derisione della figura del condottiero nella letteratura e nel cinema
Nella letteratura e successivamente nel cinema non è raro vedere messi in ridicolo soldati di ventura o capitani; l'intento è quello di ricalcare un'ironica e satirica, ma veritiera, rappresentazione della realtà attuale. Gli esempi più chiari sono la figura di Don Chisciotte della Mancia, capitano spagnolo errante e sfortunato che cerca nemici fittizi da sconfiggere, la nascita della maschera comica del capitano, uomo bello, robusto e pomposo, ma in realtà timoroso e imbelle, e infine il personaggio cinematografico di Brancaleone da Norcia nei film L'armata Brancaleone (1966) e Brancaleone alle crociate (1970), entrambi diretti dal regista Mario Monicelli.

## Arte
- Ritratto d'uomo (Il condottiero), dipinto di Antonello da Messina
- Profilo di capitano antico, disegno di Leonardo da Vinci
- Il condottiere, dipinto di Jean-Auguste-Dominique Ingres